# 当事者交替契約
当事者交替契約（とうじしゃこうたいけいやく、英: novation）とは、英米法において、当初の契約の当事者である債権者・債務者以外の第三者を当事者に加える契約。通常はそれまでの契約を失効させ、新たに加わった債務者のみが債務を引き受ける契約に変更するものをいう。novationの訳語である。更改と訳されることもあるがアメリカ契約法では当事者の変わらない交替契約（substitute contract）は区別されることが多く日本法の更改とは必ずしも一致しない。

## 特徴
アメリカ契約法で単に「交替契約」という場合は契約内容は変わるが契約当事者は変わらない契約（substitute contract）をいう。novationは更改と訳されることもあるが、アメリカ契約法のnovationは債権者または債務者を交替するものをいうのが一般的であり、契約当事者が変わらないsubstitute contractと区別されるため日本語の更改とは範囲が異なる。
当事者交替契約（novation）が締結されると債権者または債務者に新たに第三者が加えられる。当事者交替契約によりこれまでの契約は失効するが、多くは新たな債務者のみが債務を引き受ける三者間で合意するのが通例である。なお、novationは当初の契約の当事者間で既存の債務を消滅させ新たな債務に替える契約を指す場合もある。